# Hyla
Genre
Synonymes
- Calamita Schneider, 1799
- Hylaria Rafinesque, 1814
- Hyas Wagler, 1830
- Dendrohyas Wagler, 1830
- Dryophytes Fitzinger, 1843
- Epedaphus Cope, 1885 "1884"

Hyla  est un genre d'amphibiens de la famille des Hylidae. Les espèces de ce genre sont appelées « rainette » en français (ce nom vernaculaire est aussi utilisé par extension pour nommer des espèces d'autres genres).

## Répartition
Les 35 espèces de ce genre se rencontrent en Europe, en Afrique du Nord, dans le sud de l'Asie et en Amérique du Nord.

## Liste des espèces
Selon Amphibian Species of the World (2 avril 2019) :
- Hyla annectans (Jerdon, 1870)
- Hyla arborea (Linnaeus, 1758), la rainette verte ou rainette arboricole
- Hyla carthaginiensis Dufresnes, Beddek, Skorinov, Fumagalli, Perrin, Crochet, and Litvinchuk, 2019
- Hyla chinensis Günther, 1858
- Hyla felixarabica Gvoždík, Kotlík & Moravec, 2010
- Hyla hallowellii Thompson, 1912
- Hyla intermedia Boulenger, 1882, la rainette italienne
- Hyla meridionalis Boettger, 1874, la rainette méridionale
- Hyla molleri Bedriaga, 1889
- Hyla orientalis Bedriaga, 1890
- Hyla perrini Dufresnes, Mazepa, Rodrigues, Brelsford, Litvinchuk, Sermier, Lavanchy, Betto-Colliard, Blaser, Borzée, Cavoto, Fabre, Ghali, Grossen, Horn, Leuenberger, Phillips, Saunders, Savary, Maddalena, Stöck, Dubey, Canestrelli, and Jeffries, 2018, la rainette de Perrin
- Hyla sanchiangensis Pope, 1929
- Hyla sarda (De Betta, 1853), la rainette sarde
- Hyla savignyi Audouin, 1827, la rainette de Savigny
- Hyla simplex Boettger, 1901
- Hyla tsinlingensis Liu & Hu, 1966
- Hyla zhaopingensis Tang & Zhang, 1984

Certains auteurs y ajoutent :
- Hyla heinzsteinitzi Grach, Plesser & Werner, 2007 (considéré comme synonyme de Dryophytes japonicus par ASW)
- Hyla suweonensis Kuramoto, 1980 (considéré comme synonyme de Dryophytes immaculatus par ASW)
- ainsi que toutes les espèces du genre Dryophytes

## Publication originale
- Laurenti, 1768 : Specimen medicum, exhibens synopsin reptilium emendatam cum experimentis circa venena et antidota reptilium austriacorum Vienna Joan Thomae, p. 1-217 (texte intégral).